# فريتز كريسلر
فريتز كريسلر (بالإنجليزية: Fritz Crisler)‏ (و. 1899 – 1982 م) هو لاعب كرة قاعدة، ومدرب كرة سلة، ولاعب كرة قدم أمريكية من الولايات المتحدة الأمريكية.
توفي عن عمر يناهز 83 عاماً.

## روابط خارجية
- فريتز كريسلر على موقع كلية كرة السلة في سبورتس رفرنس.كوم (الإنجليزية)